# National Basketball League (Canada)
Pour les articles homonymes, voir National Basketball League.
La National Basketball League était une ligue professionnelle canadienne de basket-ball. Elle était basée sur le principe d'équipes franchisées. Elle a existé le temps d'une saison et demi entre 1993 et 1994.

## Historique
Fondée sur les cendres de la World Basketball League, disparue à l'issue de sa saison 1991-1992, qui possédait des équipes des États-Unis et du Canada, la NBL a vécu son premier match le 1er mars 1993, opposant les Cape Breton Breakers aux Halifax Windjammers.
Avec un bilan de 30 victoires pour 16 défaites, les Cape Breton Breakers ont remporté la saison régulière 1993-1994. Mais ils ont été défaits en finale par les Saskatoon Slam 3 manches à 1. La saison suivante, les Calgary Outlaws rejoignent cette ligue qui disparaîtra avant même son terme le 9 juillet 1994. Les Halifax Windjammers, pourtant derniers la saison passée, étaient alors en tête.
Les équipes de NBL ont également participé à des matches exhibitions contre les équipes universitaires des ACC All Stars et Big East All Stars (les meilleurs joueurs des conférences ACC et Big East). Mais également contre l'équipe évangélique de Athletes in Action et la sélection nationale canadienne.

## Les équipes
- Breakers du Cap-Breton
- Windjammers de Halifax
- SkyHawks de Hamilton
- Dragons de Montréal (disparue à mi-saison 93-94)
- Slam de Saskatoon
- Thunder de Winnipeg
- Outlaws de Calgary (apparue simplement pour la seconde saison)

## Champions de la ligue
- 1993 : Slam de Saskatoon
- 1994 : Windjammers d'Halifax (non officiel)